# 浅野隼人
浅野 隼人（あさの はやと、1990年6月26日 - ）は、日本の作曲家、編曲家、キーボーディスト。

## 人物
出生地は鹿児島県肝属郡肝付町岸良浜。4歳から鍵盤を始め、高校3年生の時にジュニアエレクトーン フェスティバル 2008で金賞を受賞。
ガストへ入社し、アトリエシリーズの音楽、効果音などを担当。コーエーテクモゲームスへ合併した後も引き続き担当し、4年間ガストのサウンドを手掛けた後、2017年3月31日付でコーエーテクモゲームスを退社し、フリーとなる。それ以降はアサノハヤト名義を使用している。
佐伯高志と共に弐八さんとしても活動している。
好きな作曲家に児嶋亮介、岩崎琢などを挙げている。

## 受賞歴
- ジュニアエレクトーンコンクール 2000 全日本大会 小学生低学年部門 銀賞[3]
- ヤマハエレクトーンコンクール 2006 エイジグループII 第2位[4]
- ジュニアエレクトーンフェスティバル 2008 全日本大会 高校生部門 金賞[5]
- PlayStation Game Music大賞2018 アルバムランキング 16位（ソフィーのアトリエ 〜不思議な本の錬金術士〜 オリジナルサウンドトラック 【DISC 1】）
- PlayStation Game Music大賞2018 特別賞 クリエイティブサウンド賞（アトリエシリーズ）[6]
- PlayStation Game Music大賞2021 Spotifyストリーミング部門 6位（ライザのアトリエ2 〜失われた伝承と秘密の妖精〜 オリジナルサウンドトラック）
- PlayStation Game Music大賞2021 特別賞 フェアリーサウンド賞（ライザのアトリエ2 〜失われた伝承と秘密の妖精〜 オリジナルサウンドトラック）[7][注 1]

## 作品

### ゲーム
- エスカ&ロジーのアトリエ 〜黄昏の空の錬金術士〜（2013年） - 下田祐、阿知波大輔、柳川和樹、菊田裕樹、木下英幸と共同
- クロノス・マテリア（2013年・未発売）
- 新・ロロナのアトリエ はじまりの物語〜アーランドの錬金術士〜（2013年） - 一部追加曲
- シャリーのアトリエ 〜黄昏の海の錬金術士〜（2014年） - 柳川和樹、阿知波大輔と共同
- トキメキファンタジー ラテール（2014年） - シャリーのアトリエとのコラボで1曲提供
- よるのないくに（2015年） - 柳川和樹、阿知波大輔と共同
- ソフィーのアトリエ 〜不思議な本の錬金術士〜（2015年） - 柳川和樹、矢野達也、阿知波大輔、阿部隆大と共同
- シャリーのアトリエ Plus 〜黄昏の海の錬金術士〜（2016年） - 一部追加曲
- BLUE REFLECTION 幻に舞う少女の剣（2017年）
- Sky Ride（2017年） - Nintendo Switch版追加曲
- よるのないくに2 〜新月の花嫁〜（2017年） - 複数の作曲家と共同[注 2]
- ひっくりガエル（2018年）
- グーニャファイター（2019年）
- ライザのアトリエ 〜常闇の女王と秘密の隠れ家〜（2019年） - 柳川和樹、中村新一郎、水上浩介、三武亜紗美と共同
- ライザのアトリエ2 〜失われた伝承と秘密の妖精〜（2020年） - 柳川和樹、裏谷玲央、松村佑樹、水上浩介、三武亜紗美と共同
- BLUE REFLECTION TIE/帝（2021年）
- グーニャモンスター（2022年）
- BLUE REFLECTION SUN/燦（2023年）
- タワーオブスカイ（2023年） - 安瀬聖、長田直之と共同
- アルケランド（2023年） - 下村陽子、ESTi、Benicx、Muwen、DuanRan-noVaTion、Arche Orchestraらと共同
- ガールズクリエイション -少女藝術綺譚-（2023年）
- 廻らぬ星のステラリウム（2024年） - 松本タケシ、西岡恵、三浦健、株式会社ソリッドチューンと共同
- つばめの世代（2024年）
- モンスターストライク（2025年） - 一部追加曲
- Project Code カレイドタワー（2025年・正式タイトル未発表）
- anemoi（2026年） - 折戸伸治、水月陵、大橋柊平、髙梨泰輔、しょうゆ、天休ひさしと共同

### アニメ
- エスカ&ロジーのアトリエ 〜黄昏の空の錬金術士〜（2014年） - 柳川和樹と共同

### CD
- うにとろプロジェクト2006（2006年） - オリジナル曲「vanishing point」収録
- Twilight Sky エスカ&ロジーのアトリエ～黄昏の空の錬金術士～ ボーカルアルバム（2013年） - 書き下ろしインスト曲収録
- Ar nosurge Genometric Concert side.紅 ～天統姫～（2014年） - 書き下ろしインスト曲収録
- Twilight Ocean シャリーのアトリエ～黄昏の海の錬金術士～ ボーカルアルバム（2014年） - 書き下ろしインスト曲収録
- シェルノサージュ オリジナルサウンドトラック～音と世界の受信記録 Sec.2～（2014年） - ゲーム未使用曲収録
- ロロナのアトリエ アレンジトラックス（2015年） - 一部編曲
- よるのないくに セレクションCD（2016年） - 一部編曲
- BLUE REFLECTION Best Selection type.A（2017年） - 書き下ろし新曲収録
- BLUE REFLECTION Best Selection type.B（2017年） - 書き下ろし新曲収録
- FreyMENOW the AnniversaryBest. ～Wishreal & phobia feat.TRINARY～（2018年） - ボーカル曲の他にインスト曲収録
- バトルオブざくアク（2018年） - バトルオブアリウープのアレンジ「Ad Astra」提供
- Alchemy of Sounds ～Atelier Arranged Tracks～（2019年） - 編曲、書き下ろし新曲収録
- フィールドオブざくアク（2019年） - キルシェのアレンジ「Are we living in the Earth or on the Earth?」提供
- バンバーズ2（2020年） - バンバード ～Piano Version～のアレンジ「Fio」提供
- オリエンタルピアノアタックス（2020年） - オリエンタルピアノアタックのアレンジ「NeNekiri-maru」提供

### 配信
- rainy（2022年6月27日） - soundcloudで2017年8月21日に公開された曲
- KaiNA（2022年9月1日） - soundcloudで2017年5月9日に公開された曲
- The Dancing Cranes（2022年12月22日） - soundcloudで2018年10月21日に公開された曲
- Ouranos（2024年3月4日）

### 特典CD
- 20th Anniversary GUST Special Album（2013年） - 編曲
- シャリーのアトリエ リコレクションアーカイブス（2014年） - ゲーム未使用曲収録
- ガスト20th ANNIVERSARY Atelier Sound set 1997～2014（2014年） - 一部編曲
- エスカ&ロジーのアトリエ～黄昏の空の錬金術士～ サウンドトラックCD ガストスペシャルREMIX -Piano Version-（2014年） - 編曲
- ソフィーのアトリエ サウンドアーカイブス（2015年） - 雲雀東風、薊蓮花のラフ版が収録
- ガストサンプラーCD（2015年） - 一部編曲

### その他
- よるのないくに＆ソフィーのアトリエ スペシャルキャンペーン（2015年） - 一部編曲
- クリエイティブチーム くまさん サウンドロゴ（2021年）

## 楽曲提供
※ 弐八さん名義の曲については「弐八さん」を参照。

### アーティスト・声優
- 碧木深乃
  - 無形色のパレット（作曲・編曲） / ゲーム『ガールズクリエイション -少女藝術綺譚-』主題歌
- 亜美
  - 世界、星と空と道と（共作詞・作曲・編曲）※白川哲と共作詞 / ゲーム『ソフィーのアトリエ 〜不思議な本の錬金術士〜』挿入歌
- 96猫
  - Dive（作詞・共作編曲）※佐伯高志と共作編曲 / ゲーム『シャングリラドライブ』主題歌
- 高田憂希
  - 一年ぶりの僕とあなたの夏（作詞・作曲・編曲）
- 麻枝 准×やなぎなぎ
  - シヴァ -Glacier Remix-（リミックス） / ゲーム『ヘブンバーンズレッド』挿入歌
- 村川梨衣
  - アスイロ（作曲・編曲） / テレビアニメ『エスカ&ロジーのアトリエ 〜黄昏の空の錬金術士〜』OP
- yuki
  - 幻想の彼方へ（作曲・編曲） / ゲーム『ミストトレインガールズ～霧の世界の車窓から～』3周年記念PVテーマソング
- るんちゃ
  - サケニタイス（作詞・作曲・編曲） / ゲーム『BLUE REFLECTION SUN/燦』OP

### アニメ・ゲーム
- 拡張少女系トライナリー
  - Wishreal ～第一章 Elkador～ (from.wishreal)（作曲・編曲）
  - ソラノキヲク（作曲・編曲）
- くまさん祭り[注 3]
  - くまさん祭り！！～コンクマッチュレーション～（作曲・編曲）
- コクドル！
  - Be Free From The Spell（編曲）
- ソフィーのアトリエ 〜不思議な本の錬金術士〜
  - ペンタス（作詞・作曲・編曲）
- よるのないくに
  - predge（作詞・作曲・編曲）

## レコーディング参加

### アーティスト
- #f606
  - Mary's NEVERLAND（ドラム）
- 大橋彩香
  - ハイライト（ピアノ） / テレビアニメ『叛逆性ミリオンアーサー』OP
- 加瀬愛奈
  - 柔らかな桜光（ピアノ） / ゲーム『fortissimo//Akkord:Bsusvier』挿入歌
- 栗林みな実
  - First Addiction（ピアノ）
- 霜月はるか
  - ふゆみどり（ピアノ） / テレビアニメ『エスカ&ロジーのアトリエ 〜黄昏の空の錬金術士〜』ED
  - 物語を渡る鳥（ピアノ）
- 透色ドロップ
  - やさしさのバトン（ピアノ）
  - キュンと。（ピアノ）
  - アンサー（ピアノ）
  - 君色クラゲ（ピアノ）
  - 孤独とタイヨウ（ピアノ）
- 史黛菈埃蕾諾亞 / Stella Eleanor
  - 迷途領航星（ピアノ）
- 送子鳥同仁
  - 陪你勇敢到最後（ピアノ） / コウノトリ生殖医療センター2024年オリジナルソング
- Niaws - 鳥屎
  - 上禮拜確診錄這首歌的時候剛出關（ピアノ）
- 二丁目の魁カミングアウト
  - He is me, too（ピアノ）
- 新田恵海
  - UNITED（ピアノ）
- NEMURIORCA
  - 「 あ る い は 乖 離 す る 」（ピアノ）
- 翡翠キセキ
  - ヒカリ（ピアノ）
- mao
  - Luto ～統治するもの～（ピアノ） / ゲーム『シャリーのアトリエ 〜黄昏の海の錬金術士〜』挿入歌
- 山田エンリ
  - 道標のさきへ（ピアノ・ドラム） / ゲーム『千年戦争アイギス』9.5周年記念曲
- 山本美禰子
  - わたしの見たい景色まで（ピアノ） / ゲーム『フィリスのアトリエ 〜不思議な旅の錬金術士〜』挿入歌
- RURUTIA
  - Phronesis（ピアノ） / ゲーム『ソフィーのアトリエ 〜不思議な本の錬金術士〜』OP
- ROXI CHEN (ZANI)
  - Crocus（ピアノ・ドラム） / ゲーム『ライザのアトリエ 〜常闇の女王と秘密の隠れ家〜』ED

### アニメ・ゲーム
- 妹さえいればいい。
  - 第六感のミストレス（ピアノ）
- 温泉むすめ
  - 湯夢色バトン（ピアノ）
- 閃乱カグラ
  - 闇夜は乙女を花にする（ピアノ）
- ハヤテのごとく!
  - キミに「好き」と言えたら（ピアノ）
- フィリスのアトリエ 〜不思議な旅の錬金術士〜
  - 一部BGM（ピアノ・オルガン）
- Free!
  - アコガレStarting Block!!（ピアノ）
- ベン・トー
  - 氷の美称（オルガン）
- よるのないくに
  - Eve（ピアノ）
- ラピスリライツ 〜この世界のアイドルは魔法が使える〜
  - シャノワール（ピアノ）
- ラブライブ!
  - もうひとりじゃないよ（ピアノ）
  - ありふれた悲しみの果て（ピアノ）
  - UNBALANCED LOVE（ピアノ）
  - ユメノトビラ（ピアノ）
- ラブライブ!サンシャイン!!
  - 想いよひとつになれ（ピアノ）
  - コワレヤスキ（ピアノ）
  - WATER BLUE NEW WORLD（ピアノ）

## その他参加作品

### ゲーム
- アルノサージュ〜生まれいずる星へ祈る詩〜（2014年） - 効果音、音声編集 ※いずれも一部
- モンスター娘TD～ボクは絶海の孤島でモン娘たちに溺愛されて困っています～（2022年） - 外部協力

### メディアミックス
- 拡張少女系トライナリー（2017年） - 企画協力